# السیک، سوئد
السیک، سوئد (به سوئدی: Alsike, Sweden) یک سکونتگاه مسکونی در سوئد است که در Knivsta Municipality واقع شده‌است.

## خصوصیات
السیک ۲٫۳۸ کیلومترمربع مساحت و ۲٬۶۸۱ نفر جمعیت دارد.